# كايناندرو
كايناندرو دا سيلفا بيريرا سانتوس (مواليد 4 يناير 2000 في ساو باولو - البرازيل) لاعب كرة قدم برازيلي يلعب في مركز قلب الدفاع.
لعب في الفئات السنية في نادي غريميو ونادي فاسكو دا غاما ونادي العروبة ونادي اتحاد كلباء.

## روابط خارجية
كايناندرو على موقع قاعدة بيانات كرة القدم.إي يو (الإنجليزية)